# 茲韋爾希夫齊
49°14′44″N 26°21′28″E / 49.24556°N 26.35778°E
茲韋爾希夫齊（烏克蘭語：Зверхівці）是位於烏克蘭西部的村莊，由赫梅利尼茨基州裡赫梅利尼茨基區的薩塔尼夫市鎮負責管轄。該村面積1.06平方公里，海拔高度321米，2001年人口339，人口密度每平方公里321.3人。